# Сиппо, Теэму
Те́эму Ю́рки Ю́хани Си́ппо (фин. Teemu Jyrki Juhani Sippo; род. 20 мая 1947, Лахти, Хяме) — католический епископ-эмерит Хельсинкской епархии (2008—2019).

## Биография
Родился в лютеранской семье, а в 1966 году обратился в католическую веру. В 1970 году принял решение стать священником.
После окончания обучения в семинарии при Фрайбургском университете, 28 мая 1977 года был рукоположён в сан священника. Под руководством Карла Леманна защитил дипломную работу по теме «Das Prinzip des Protestantismus bei Paul Tillich». Служил в качестве священника в Хельсинки и Ювяскюля.
16 июня 2008 года Римский папа Бенедикт XVI назначил его ординарием единственной в стране католической епархии в Хельсинки.
5 сентября 2008 года был рукоположен в сан епископа, став первым католическим епископом — финном по национальности со времён епископа Або Арви Курки (фин. Arvi Kurki), умершего в 1522 году.
20 мая 2019 года подал в отставку по старости и состоянию здоровья.